# اياغو اجليسيس كاسترو
اياغو اجليسيس كاسترو (بالإسبانية: Iago Iglesias Castro) (23 فبراير 1984 بلا كورونيا في إسبانيا - ) هو لاعب كرة قدم إسباني في مركز الوسط. شارك مع منتخب إسبانيا تحت 21 سنة لكرة القدم. أما مع النوادي، فقد لعب مع ديبورتيفو فابريل وديبورتيفو لاكورونيا وراسينغ فيرول ونادي إلتشي وAtlético Coruña Montañeros CF ‏ وLaracha CF ‏ وAtlético Arteixo ‏ وفالنسيا ميستايا.

## روابط خارجية
- اياغو اجليسيس كاسترو على موقع قاعدة بيانات كرة القدم.إي يو (الإنجليزية)
- اياغو اجليسيس كاسترو على موقع Soccerway.com (الإنجليزية)